# Сан-Лоренцо-Белліцці
Сан-Лоренцо-Белліцці (італ. San Lorenzo Bellizzi, сиц. Santu Larienzu Billizzi) — муніципалітет в Італії, у регіоні Калабрія,  провінція Козенца.
Сан-Лоренцо-Белліцці розташований на відстані близько 400 км на південний схід від Рима, 115 км на північ від Катандзаро, 70 км на північ від Козенци.
Населення — 665 осіб (2014).
Щорічний фестиваль відбувається 10 серпня. Покровитель — Святий Лаврентій.

## Демографія
Населення за роками:

Станом на 1 січня 2023 року в муніципалітеті офіційно проживало 11 іноземців з 4 країн, серед них 8 громадян країн Євросоюзу та 1 громадянин України.

## Сусідні муніципалітети
- Кастровілларі
- Черк'яра-ді-Калабрія
- Чивіта
- Терранова-ді-Полліно